# Teen Manager
Teen Manager è stato un programma televisivo andato in onda su Rai 2 dal 29 settembre all'8 dicembre 2012.
È andato in onda a ogni sabato alle ore 14.00 per undici settimane ad eccezione della puntata del 3 novembre 2012 andata in onda alle 15.30. Il format, di origine norvegese, aveva come obiettivo quello di mettere alla prova un adolescente nella gestione esclusiva del budget economico della famiglia per un mese. I concorrenti venivano aiutati dai life coach Luca Stanchieri, Andrea Favaretto e Francesca Simonato.

## Riassunto delle puntate
- Budget più alto
- Budget più basso

- Risparmio effettivo più alto
- Risparmio effettivo più basso

| Puntata | Concorrente         | Età | Provenienza             | Budget | Risparmio previsto | Risparmio effettivo |
| ------- | ------------------- | --- | ----------------------- | ------ | ------------------ | ------------------- |
| 1       | Giovanna De Sena    | 14  | Nola (NA)               | 2000 € | 200 €              | 250 €               |
| 2       | Vittorio Morisani   | 17  | Roma                    | 1500€  | 200€               | 0€                  |
| 3       | Ludovica Cardinali  | 17  | Roma                    | 3000€  | 150€               | 90€                 |
| 4       | Leonardo Bello      | 16  | Crispiano (TA)          | 1500€  | 150€               | 150€                |
| 5       | Perla Ruga Gentili  | 14  | Roma                    | 1500€  | 200€               | 47,50€              |
| 6       | Giorgia Agostinelli | 15  | Aprilia (LT)            | 3500€  | 590€               | 600€                |
| 7       | Riccardo Magro      | 17  | Camisano Vicentino (VI) | 2500€  | 150€               | 253,22€             |
| 8       | Erika Pesenti       | 16  | Roma                    | 2300€  | 180€               | Sospeso             |
| 9       | Leonardo Falchetti  | 15  | Firenze                 | 5250€  | 1500€              | 0€                  |
| 10      | Tiziano Biasini     | 16  | Frascati (RM)           | 2500€  | 500€               | 395€                |
| 11      | Greta Romano        | 18  | Volla (NA)              | 2200€  | 150€               | 187€                |

## Ascolti
| Puntata | Messa in onda                | Telespettatori | Share |
| ------- | ---------------------------- | -------------- | ----- |
| 1       | 29 settembre 2012            | 747.000        | 4,34% |
| 2       | 6 ottobre 2012               | 543.000        | 3,52% |
| 3       | 13 ottobre 2012              | 767.000        | 4,66% |
| 4       | 20 ottobre 2012              | 778.000        | 4,84% |
| 5       | 27 ottobre 2012              | 799.000        | 4,53% |
| 6       | 3 novembre 2012 (alle 15.30) | 471.000        | 3,70% |
| 7       | 10 novembre 2012             | 907.000        | 5,03% |
| 8       | 17 novembre 2012             | 943.000        | 5,37% |
| 9       | 24 novembre 2012             | 595.000        | 3,41% |
| 10      | 1º dicembre 2012             | 675.000        | 3,68% |
| 11      | 8 dicembre 2012              | 869.000        | 4,81% |